# 小行星5849
小行星5849班吉星（英語：Bhanji）是一颗围绕太阳公转的小行星。1990年4月27日，美國女天文學家埃莉諾·赫琳在帕洛马山天文台发现了此天体。
小行星以美國太空總署噴射推進實驗室工程師及美國太空總署深空網絡項目經理阿拉丁·班吉（Alaudin Bhanji）命名
这颗小行星的绝对星等为11.07等。